# Lismire
Lismire (irl. Lios Machaire) – wieś w Irlandii, w prowincji Munster, w hrabstwie Cork.